# Faca de tanoeiro

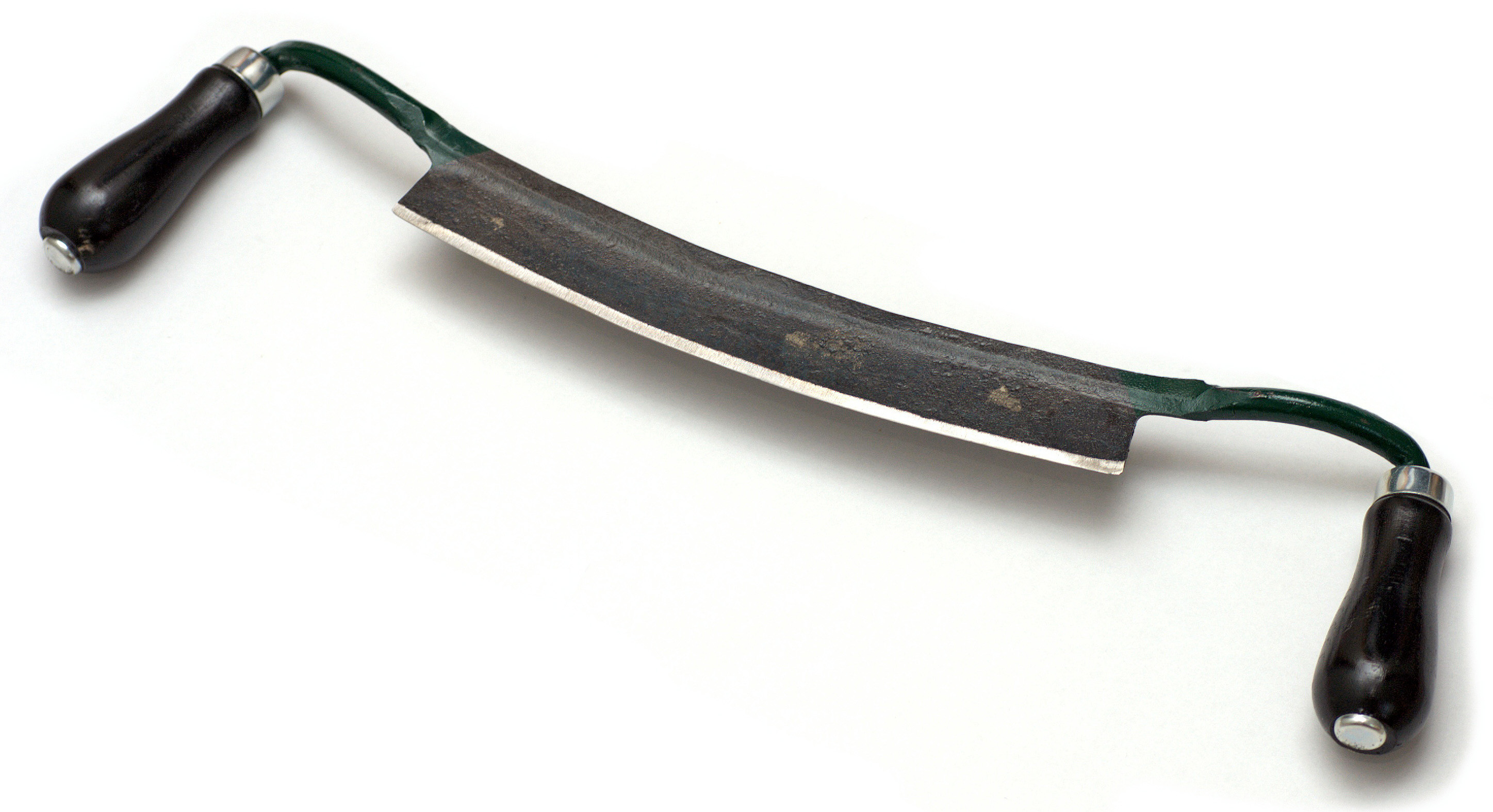
Faca de tanoeiro tradicional

A faca de tanoeiro ou faca de arrasto é uma ferramenta manual tradicional usada para moldar madeira removendo aparas. Consiste em uma lâmina com uma alça em cada extremidade. A lâmina é muito mais longa (ao longo da aresta de corte) do que profunda (da aresta de corte à aresta traseira). 
O canivete na ilustração possui uma lâmina de 23 cm embora também sejam feitas facas muito mais curtas. A lâmina é afiada para um chanfro de cinzel . Tradicionalmente, é um chanfro arredondado e suave. As alças podem estar abaixo do nível da lâmina (como na ilustração) ou no mesmo nível.

## Objetivo

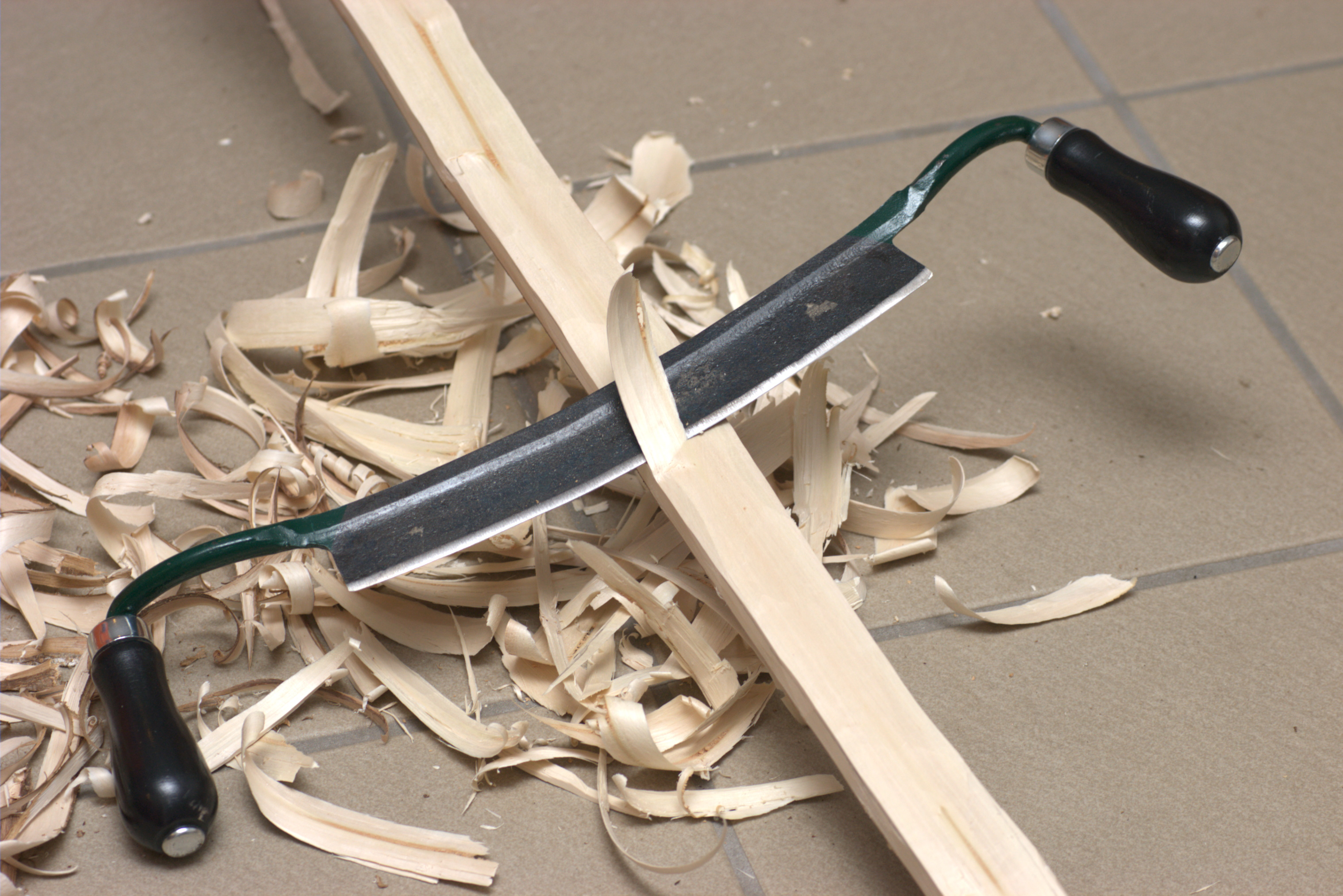
Usando uma faca de tanoeiro para remover aparas da madeira

Uma faca de tanoeiro ou arrasto é comumente usada para remover grandes fatias de madeira para trabalhos facetados, descascar árvores ou criar tarugos cilíndricos ou arredondados para trabalhos adicionais em um torno, ou pode raspar como uma plaina de contorno, onde o acabamento mais fino é de menor preocupação do que um resultado rápido. A lâmina fina presta-se para criar curvas côncavas ou convexas complexas.
Ao contrário de uma plaina de contorno, a faca de tanoeiro não possui uma boca fechada para controlar a formação de cavacos e, portanto, carece da precisão superior de corte e aparo. 
Eles também são um equipamento vital em tacos de críquete feitos à mão, sendo usados para moldar a curva do taco.

### Operação

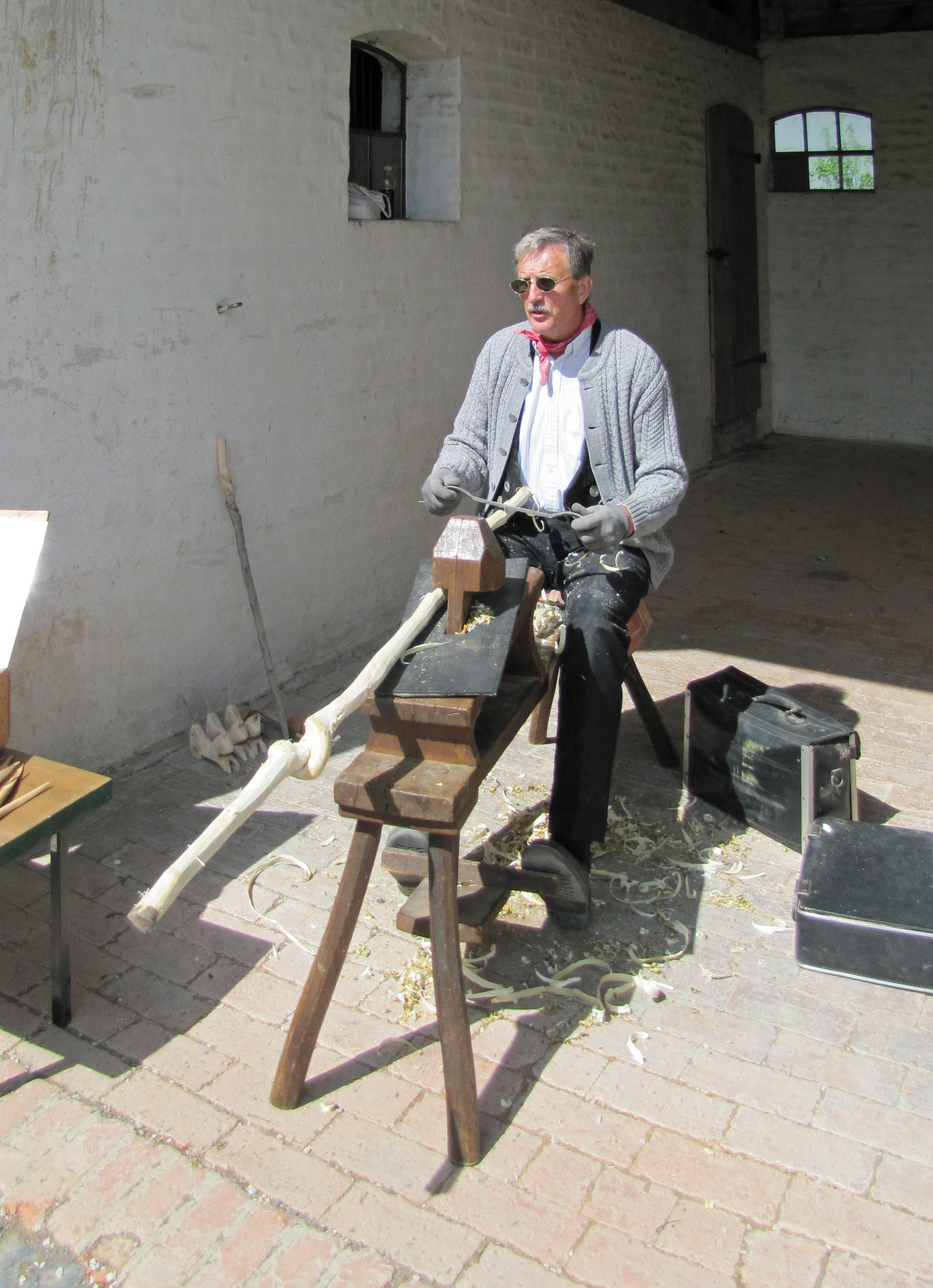
As facas de tanoeiro ou arrasto são frequentemente usadas com os bancos de tanoeiro ou muleta.

Idealmente, a faca de tanoeiro ou arrasto é usada quando o operador está montado em um banco de tanoeiro, que segura com segurança o material de trabalho, e também pode usar as pernas para aumentar a força de tração. O material de trabalho ideal tem o grão da madeira correndo paralelo ao cavalo de corte e perpendicular à lâmina do estilete, de modo que o estilete raspa toda a fibra de madeira e não a corte. É melhor não puxar com uma lâmina perfeitamente perpendicular ao material de madeira, mas puxar levemente para cima em direção a eles de uma maneira inclinada (lâmina em uma ligeira diagonal) ou deslizante, com o objetivo de não retirar o máximo de madeira possível, mas gradualmente "raspar" o trabalho. O operador suavemente alavanca a lâmina para "morder" a madeira e, em seguida, controla a profundidade do corte, elevando ou abaixando as alças enquanto puxam a faca na direção delas. 

### Cortes retos
Trabalha-se do centro da peça até o fim, não todo o comprimento de uma só vez. O operador inverte a peça no banco de tanoeiro ou muleta e trabalha do centro para aparar a extremidade "mais grossa" para coincidir com o centro e acaba de terminar a extremidade "fina" original. O trabalho final pode ser feito com plaina de contorno, lixa bloco ou torno.
- Quando operado convencionalmente, ou seja, com o lado chanfrado para cima, a faca faz cortes mais profundos e alguns iniciantes podem achar que tendem a "mergulhar" (corte involuntariamente).
- Quando operado com o lado chanfrado para baixo, há a vantagem de remover menos material, mas a lâmina diminui mais rapidamente, exigindo polimento frequente.

### Convexo
O operador aplica pouca alavancagem do centro e mais alavancagem, de modo que a lâmina "morde" mais profundamente, removendo mais madeira à medida que se aproxima do grão final.

### Côncavo
O operador aplica o mínimo, então mais e, em seguida, menos força sobre as alças do centro para o fim de grãos. O trabalho de estoque é invertida e de mesmo método repetido este tempo, inicia-se uma pequena distância de centro, de modo a deixar uma grossa levantou seção. O grosseiro levantou seção onde os dois côncavas atender pode ser terminado com uma grosa, lima, plaina de contorno ou outra ferramenta.